# Source Sans
Source Sans (auch Source Sans Pro oder Source Sans 3) ist eine serifenlose Schriftart von Paul D. Hunt für Adobe.
Sie ist die erste Open-Source-Schriftart von Adobe und wurde unter der SIL Open Font License veröffentlicht.
Die Quelldateien der Schriftart sind auf Sourceforge und auf Github verfügbar.
Hunt ließ sich während der Entwicklung von Source Sans Pro von den Schriftarten News Gothic und Franklin Gothic von Morris Fuller Benton inspirieren.

## Schriftschnitte
Die Schriftart besteht aus folgenden 14 Schriftschnitten:
- Source Sans 3 ExtraLight

Source Sans 3 ExtraLight Italic
- Source Sans 3 Light

Source Sans 3 Light Italic
- Source Sans 3 Regular

Source Sans 3 Italic
- Source Sans 3 Medium

Source Sans 3 Medium Italic
- Source Sans 3 Semibold

Source Sans 3 Semibold Italic
- Source Sans 3 Bold

Source Sans 3 Bold Italic
- Source Sans 3 Black

Source Sans 3 Black Italic